# Prelúdio da Cachaça
Prelúdio da Cachaça é um livro de autoria do advogado e historiador brasileiro Câmara Cascudo publicado pela primeira vez no ano de 1968.

## Obra
A obra de Câmara Cascudo é conhecida por ser um pesquisador e etnógrafo de peso com vasta contribuição sobre o folclore brasileiro. Publicado pela primeira vez no ano de 1968, na fase mais dura da Ditadura militar brasileira, o livro é considerado um dos melhores trabalhos já realizados para entender a história da cachaça no Brasil.
O livro começa retratando a origem semântica da palavra cachaça, que originalmente vem de Portugal, porém a popularização da palavra surgiu do outro lado do oceano atlântico, no Brasil. Cascudo faz um mapeamento pela cachaça no país, a sua história, os principais estados consumidores e outras diversas questões e implicâncias sociais que a cachaça tem na vida social brasileira.
Devido ao mapeamento etnográfico completo feito por Cascudo, o livro é considerado um dos melhores trabalhos mais importantes sobre o tema auxiliando diversas teses, dissertações e pesquisadores da mais variadas áreas do conhecimento, desde aos pesquisadores de área agrárias até cientistas humanos, como historiadores e sociólogos.
A importância do livro é imensurável para compreender a história da bebida e do álcool na vida social do país.

## Publicação
Foi publicado pela primeira vez no ano de 1968, pelo Instituto do Açúcar e do Álcool - extinta autarquia estatal - na cidade do Rio de Janeiro.